# Elaphoglossum insigne
Elaphoglossum insigne là một loài thực vật có mạch trong họ Lomariopsidaceae. Loài này được (Fée) Brade mô tả khoa học đầu tiên năm 1956.